# 3544 Бородіно
3544 Бородіно (3544 Borodino) — астероїд головного поясу, відкритий 7 вересня 1977 року.
Тіссеранів параметр щодо Юпітера — 3,475.